# أزرق سماوي (شعارات النبالة)
أزرق سماوي هو صبغة نادرة في شعارات النبالة (ليس واحدا من الألوان أو المعادن السبعة الرئيسية أو ألوان ستيانارد الثلاثة). صور في ظل أفتح من مجموعة ظلال الصبغة اللازوردية الأكثر تقليدية، وهو اللون الأزرق القياسي المستخدم في شعارات النبالة.
يُعتبر عمومًا أوروبيًا وليس إنجليزيًا أو اسكتلنديًا، بعد الحرب العالمية الأولى بدأ يظهر في إنجلترا في شعارات وشارات متعلقة بسلاح الجو الملكي، على الرغم من أنه لا يزال من المشكوك فيه ما إذا كان يمكن العثور على أكثر من اثني عشر نموذجًا باللغة البريطانية ومعظم خبراء الشعارات البريطانيين يعتبرونها غير تقليدية. بينما في فترة ما بعد الحرب العالمية الأولى، صور اللون في ظل أغمق، في الأوقات السابقة صور على أنه فاتح جدًا، وقد تم التعامل معه على أنها معدن، حيث وضعت رسوم اللازوردية في حقل أزرق فاتح، والعكس كذلك.
يمكن رؤية الأزرق السماوي في شعار وبيرو وأيضًا في شعار الحاكم الكندي السابق الجنرال راي هناتيشين وفي شعار جامعة ناتال.

## أزرق فاتح
بالإضافة إلى الأزرق السماوي، هناك أيضًا مثال فريد على ما يبدو في شعارات النبالة البريطانية لاستخدام «الأزرق الفاتح» في منطقة بلدية بارنز، والتي يمر من خلالها سباق القوارب أكسفورد مقابل كامبريدج على نهر التايمز. تُظهر الأذرع الخاصة بمجاديف الفرق، باللون الأزرق الداكن أكسفورد وأزرق كامبريدج الفاتح، ويمكن أن تكون مزخرفة.
عندما اندمجت تلك البلدة في عام 1965 مع جيرانها لتشكيل بورو أوف ريتشموند على نهر التايمز، نقلت المجاديف الملونة إلى المؤيدين في أحضان البلدة الجديدة.

شعار الأرجنتين.